# 拉格朗日拟序结构
拉格朗日拟序结构（Lagrangian coherent structure）是指在时变系统（如流体力学中的湍流）中区分不同动力学特征区域的结构。这些结构可以用有限时间李亚普诺夫指数（finite-time Lyapunov exponent）来定义。这一定义是基于拉格朗日力学来描述的，与参考系无关。 通过有限时间李亚普诺夫指数可以找到时间相关系统中的分界线（separatrix），通常类似于时间无关系统中的稳定流形和非稳定流形。这些分界线即是拉格朗日拟序结构。拉格朗日拟序结构可以区分流场中有不同动力学特征的区域，而这些特征通常是通过速度场、甚至系统的轨迹无法显现的。因而这些结构是分析时间相关系统的有用工具。